# ابن بصال
الحاج أبو عبد الله إبراهيم الطليطلي المعروف بـابن بصال (ازدهر بين عامي 1038 - 1075)، عالم نبات وأحد أشهر علماء الفلاحة في القرن 12 (القرن 5 هـ). ولد في طليطلة بالأندلس، ولا يعرف عنه ما يثبت هويته أو يحدد تاريخ ميلاده أو وفاته.قام بالتأليف في علوم النباتات والفلاحة ومن أشهر أعماله كتاب القصد والبيان وكتاب الفلاحة والمؤلف من ستة عشر بابا في صنوف الاراضى وانواع وطرق اعداد السماد واساليب الزراعة المختلفة لكثير من النباتات

## حياته
ولد ابن بصال ونشأ وترعرع في طليطلة حيث اعتنى ببستان المأمون بن ذي النون أمير طليطلة الذي كان يطل قصره على نهر التاجه، وفي بستان المأمون التقى ابن بصال رفيقه ابن وافد الذي عمل معه وأجرى برفقته معظم تجاربه النباتية التي كانت تشتمل على مقارنة للأصناف الزراعية ودراسة للخصائص النباتية، وكان المأمون يهتم بالعلم والعلماء ويشجع كل ما له علاقة بالبحث والدارسة، وكان مولعا بدراسة النبات والزراعة. فجلبت له النباتات من جميع أنحاء العالم وغرست في حديقته التي صارت تعرف ببستان الناعورة، وكان بالبستان قبة مائية كبيرة تعمل كخزان يمد الناعورة بالماء ومنها توزع المياه على كافة أنحاء البستان.

## أنجازاته
استطاع ابن بصال أن يزرع في بستان المأمون فاكهة الرمان وشجر التين في أي وقت من السنة، كما استطاع أن يزرع من بذور اللوز ثم ينقلها عن صفة الأرض التي زرعت فيها، وكان اهتمامه بالغا بزراعة الرياحين كالورد والبنفسج والسوسن التي كانت من السمات المميزة لبستان المأمون، وقد وصلت مهارته إلى تشكيل أحواض الزهور بحيث تمثل طاقات من الأزهار الجميلة.
ولقد ارتحل ابن بصال إلى المشرق العربي قاصدا مكة المكرمة حاجا فتوقف خلال رحلته في كل من صقلية والقاهرة، وعند عودته مر بالعراق والشام حتى خراسان والمناطق المطلة على بحر الخزر، وكان خلال رحلته هذه يقوم بدراسة بيئات مختلفة للنباتات، وقد اهتم ابن بصال اهتماما كبيرا بطبيعة التربة وأنواعها، ودرس طبيعة الأسمدة عليها إذ استخدم أنواعا مختلفة من الأسمدة منها الصناعي المتخذ من الأوراق الجافة والأعشاب اليابسة، وقد حذر ابن بصال من السماد المتخذ من زبل الخنازير والطيور المائية إذ وجده مضرا بالمزروعات، وكان يدرس خصائص كل نوع ومدى تفاعله مع كل نوع من الأراضي وكل نوع من المزروعات. كما أجرى عددا من الدراسات على أنواع المياه وعلاقتها بالتربة وقسم مياه التربة إلى مياه أمطار وأنهار وعيون وآبار، وتوصل إلى أن ماء العيون يتقلب مع الفصول، فيكون عند شدة البرد دافئا، وعند شدة الحر باردا، فينفع النبات.
ولقد وسعت هذه الرحلات من خبراته التي ظهرت في معالجاته المتميزة، فلما عاد إلى طليطلة علم أن بعضا من أشجارها قد اعتراه مرض تركه شبه محترق، فقام بقطع جميع الأشجار وأحرقها في فصل الربيع حتى لم يبق منها شيء على سطح الأرض سوى الجزء المغروس تحت الأرض، ومن هذا الجزء نبتت فسائل جديدة، فأبقى منها البعض ونقل الباقي إلى جهة أخرى من المدينة.
عاش ابن بصال بقية حياته في طليطلة حيث ذاع صيته فكانت تأتيه المراسلات من قرطبة وإشبيلية تستفتيه في مسائل زراعية، فكان يرد عليها رد العارف بالفلاحة علما وعملا. وكان دأب ابن بصال أن يسجل كل ما يكتبه من إجابات على المراسلات التي تصله، فعكف على تنظيمها وأضاف إليها خبراته العملية والنظرية التي اكتسبها من رحلاته، وكان يراوح دائما بين النظرية والتطبيق فلا ينقل مطلقا عن غيره بل يزاوج بين النقل والتجربة والرأي، وكان يتجنب عن التجارب البعيدة عن إمكانية التطبيق، ويرجع إليه الفضل في التمييز بين علم الصيدلة الذي يعتمد على الأعشاب وعلم الفلاحة، ويعد كتاب الزراعة الكبير نموذجا لكتب الفلاحة الأندلسية الشاملة والذي اعتمد عليه العديد من علماء الفلاحة قرونا ثلاثة، مثل ابن العوام.